# 异态碘泡虫
异态碘泡虫（学名：Myxobolus heteromorpha）为碘泡科碘泡虫属的动物。在中国，分布于四川等，营寄生生活，寄生在鲤的心和肾。